# Tallträsket (Stensele socken, Lappland)
Tallträsket är en sjö i Sorsele kommun och Storumans kommun i Lappland och ingår i Umeälvens huvudavrinningsområde. Sjön har en area på 1,15 kvadratkilometer och ligger 560 meter över havet. Sjön avvattnas av vattendraget Holmträskbäcken.

## Delavrinningsområde
Tallträsket ingår i det delavrinningsområde (725177-154967) som SMHI kallar för Utloppet av Tallträsket. Medelhöjden är 570 meter över havet och ytan är 6,38 kvadratkilometer. Det finns inga avrinningsområden uppströms utan avrinningsområdet är högsta punkten. Holmträskbäcken som avvattnar avrinningsområdet har biflödesordning 3, vilket innebär att vattnet flödar genom totalt 3 vattendrag innan det når havet efter 305 kilometer. Avrinningsområdet består mestadels av skog (66 procent). Avrinningsområdet har 1,15 kvadratkilometer vattenytor vilket ger det en sjöprocent på 18 procent.